# Dora Grozer
Dora Grozer est une joueuse allemande de volley-ball née le 21 novembre 1995 à Duisbourg (Allemagne). Elle joue au poste réceptionneuse-attaquante. Lors de la saison 2020/2021 elle est dans l'équipe Allianz MTV Stuttgart.
Dora vient d'une famille germano-hongroise. Une partie de sa famille a joué au volleyball, notamment ses grands-parents, son père Georg Grozer et ses frères György et Tim.
Son petit ami — Natan Jurkovitz — est joueur de basketball.

## Palmarès

### Clubs
Championnat de Suisse:
- 2019

### Équipe nationale
Montreux Volley Masters:
- 2017